# Dacryodes granatensis
Dacryodes granatensis är en tvåhjärtbladig växtart som beskrevs av José Cuatrecasas. Dacryodes granatensis ingår i släktet Dacryodes och familjen Burseraceae. Inga underarter finns listade i Catalogue of Life.